# Gösta Nordin
John Gösta Nordin, född 18 juli 1912 i Hamre i Forsa socken, Hälsingland, död 26 februari 1984, var en svensk travtränare och travkusk. 
Nordin hade stora framgångar inom travet från 1930-talet till 1950-talet och blev bland annat champion på Solvalla tio gånger, åren 1934–1941, 1943 och 1952. Han tränade och körde bland andra Big Noon. Nordin valdes in till travsportens Hall of Fame 2013.
Han var bror till Gunnar Nordin och Sören Nordin och son till Ernst Johan Nordin. Gösta Nordin är begravd på Spånga kyrkogård.